# Filozofia sztucznej inteligencji
Filozofia sztucznej inteligencji – gałąź filozofii, w której przedmiotem dyskusji są problemy dotyczące „myślących maszyn”, takie jak:
- Czy maszyna może zachowywać się inteligentnie w sposób nieodróżnialny od zachowania człowieka i czy to implikuje, że taka maszyna rzeczywiście posiada umysł i świadomość?[1]
- Jak wyglądałyby etyczne konsekwencje stworzenia takich maszyn?[1]
- Czy procesy myślowe mogą zostać opisane w kategoriach modeli informatycznych?

Te pytania są przedmiotem zainteresowania badaczy sztucznej inteligencji, filozofów, psychologów poznawczych, specjalistów w dziedzinie kognitywistyki i lingwistyki.